# Kleinsporig mesturntje
Het kleinsporig mesturntje (Hypocopra parvula) is een schimmel  die behoort tot de familie Xylariaceae. Deze coprofiele saprotroof leeft op uitwerpelen van haas of konijn.

## Kenmerken
De sporen meten 9-14 × 6-7 µm.

## Verspreiding
In Nederland komt het uiterst zeldzaam voor. Het staat niet op de rode lijst en is niet bedreigd.